# 津江山系県立自然公園
津江山系県立自然公園（つえさんけいけんりつしぜんこうえん）は、大分県西部の津江山系に1951年（昭和26年）3月30日に設けられた県立自然公園。

## 概要
福岡県、熊本県との境界付近の津江山系に設けられた自然公園である。総面積は16,246ha。2005年度の利用者数は100,000人。
津江三山と呼ばれる釈迦岳（しゃかだけ、標高1,231m）、御前岳（ごぜんだけ、標高1,211m）、渡神岳（とかみだけ、標高1,150m）や酒呑童子山（しゅてんどうじさん、標高1180.5m）といったシオジ、ブナ、ミズナラなどの原生林が繁る山岳を中心とする。

## 区域内の自治体
- 日田市

## 主要な景勝地・文化財
- 御前岳湧水 - 日田市前津江町柚木に所在。豊の国名水15選。
- 椿ヶ鼻ハイランドパーク - 日田市前津江町大野に所在。
- 権現滝 - 日田市前津江町柚木に所在。
- 鯛生金山 - 日田市中津江村合瀬に所在。
- 伝来寺庭園 - 日田市中津江村栃野に所在。大分県指定名勝。
- 上津江シャクナゲ公園 - 日田市上津江町川原に所在。